# Пазиграфия
Пазигра́фия (др.-греч. πᾶς — всеобщий, γραφή — письмо) — универсальная письменность без звуковой формы, предназначенная для составления текстов, которые были бы понятны без перевода носителю любого языка.
Идея была предложена в XVII веке шотландским интеллектуалом Джорджем Дальгарно, который опубликовал в 1661 году книгу под названием Ars signorum, vulgo character universalis et lingua philosophica (с лат. — «Искусство обозначений, общепонятные универсальные характеры и философский язык»). Позднее, вместо термина lingua philosophica стали использовать термин «пазиграфия». Впервые его использовал Жозеф де Маймье в 1797 году в своей книге Pasigraphie, где предлагал проект всеобщего письменного языка.

## Примеры
Некоторые примеры пазиграфий:
- Блиссимволика
- Пазиграфия Маймье
- LoCoS
- Паленео
- aUI
- Begriffsschrift[англ.]
- Математические обозначения